# Philoliche korosicsomana
Philoliche korosicsomana är en tvåvingeart som först beskrevs av Szilady 1926.  Philoliche korosicsomana ingår i släktet Philoliche och familjen bromsar. Inga underarter finns listade i Catalogue of Life.